# VFA-146
El Escuadrón 146 de Caza y Ataque (en inglés: Strike Fighter Squadron 146, VFA-146), también conocido como los "Blue Diamonds" (en castellano: Diamantes Azules), es un escuadrón de  caza y  ataque de la Armada de Estados Unidos basado en la estación aeronaval de Lemoore. Los Blue Diamonds es escuadrón operacional de la flota que opera aviones F/A-18C Hornet. Actualmente están asignados al Ala Aérea Embarcada Once y está desplegado a bordo del portaaviones USS Nimitz (CVN-68). Su código de radio es "Diamond" y su código de cola es NH.

## Insignia y apodo del escuadrón
La primera insignia del VA-146 fue aprobada por el Jefe de Operaciones Navales el 23 de noviembre de 1956, y consistía en dos círculos concéntricos, un símbolo de una onda Mach amarilla y un globo amarillo donde se veía Norte y Sur América. El primer apodo usado por el escuadrón fue Blacktails (en castellano: Colas Negras). Este nombre hacía referencia al color negro asignado a la posición del escuadrón dentro del grupo aéreo. El apodo Blue Diamonds fue adoptado por el escuadrón en algún momento de finales de la década de 1950. En el año 1968 el escuadrón decidió simplificar su insignia y que se relacionara mejor con su apodo. La actual insignia fue revisada y aprobada el 29 de agosto de 1968.

## Historia

### Década de 1950

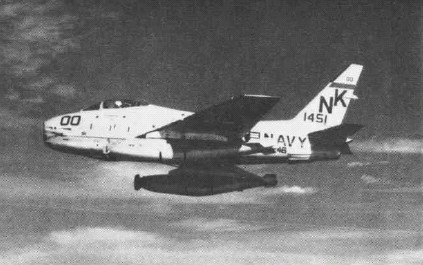
Un FJ-4B Fury del VA-146.

El 1 de febrero de 1956 el Escuadrón de Ataque 146 (VA-146) se convirtió en el escuadrón de ataque más nuevo equipado con aviones a reacción de la Armada de Estados Unidos basado en la estación aeronaval de Miramar. Dado que en esa época no había un escuadrón de reemplazo de flota, el VA-146 solo comenzó con unos pocos aviones e inició un régimen de entrenamiento "local" en varios modelos de aviones F9F Cougar. Su primer despliegue a bordo del portaaviones USS Hornet (CV-12) fue hecho en el año 1957. En septiembre de 1957, el escuadrón hizo la transición al FJ-4B Fury, desplegándose antes del año 1960 dos veces en el portaaviones USS Ranger (CVA-61).

### Década de 1960
El 17 de enero de 1960, los Fury del VA-146 participaron en vuelo costa a costa sin paradas a través del país. El escuadrón desplegó sus Fury a bordo del portaaviones USS Oriskany (CV-34) y del USS Lexington (CV-16).

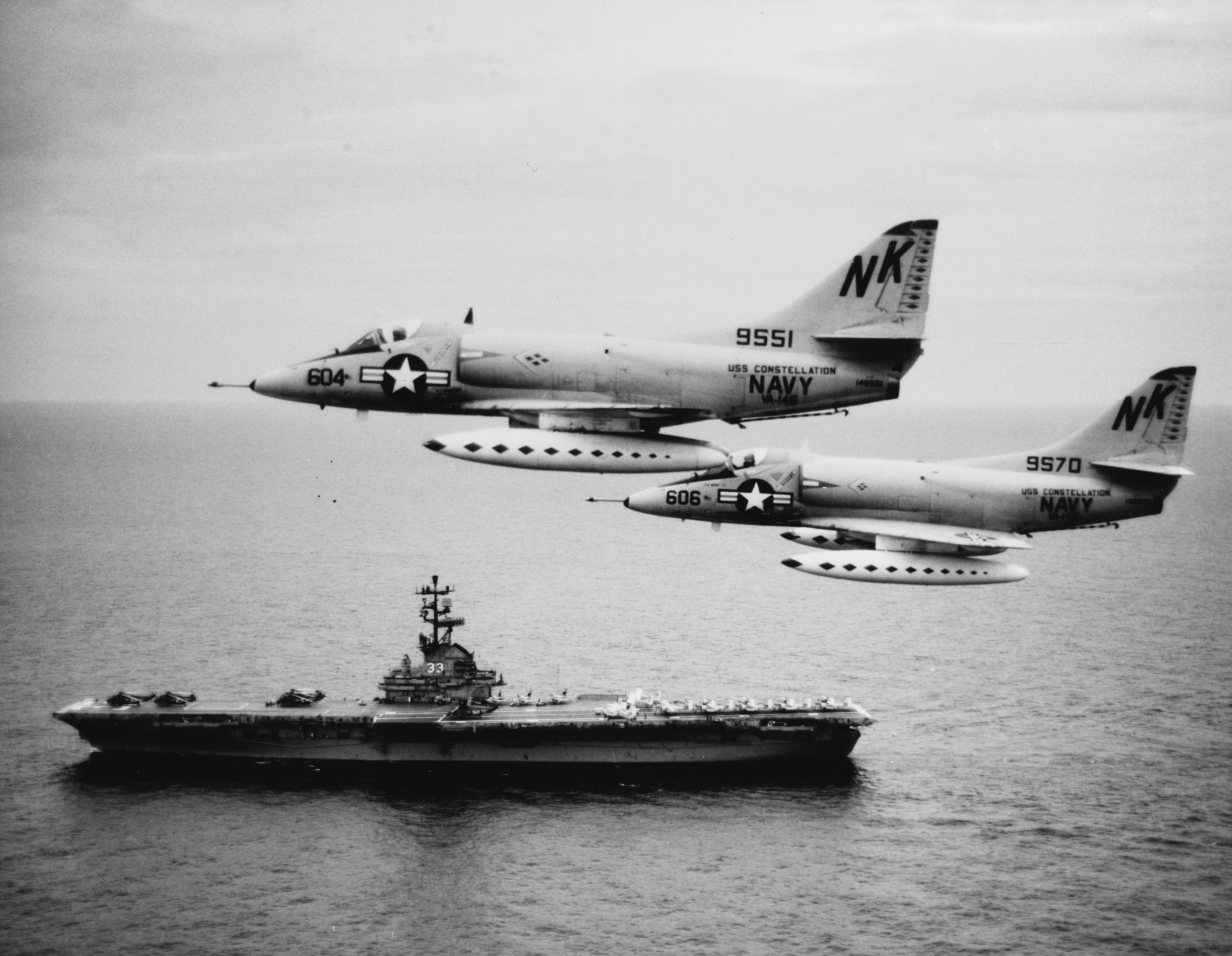
A-4C pertenecientes al VA-146 en agosto de 1964.

En mayo de 1962 el escuadrón se movió a la estación aeronaval de Lemoore y cambió sus aviones por el A-4 Skyhawk en junio de 1962. El primer despliegue del escuadrón con Skyhawk fue al Pacífico Occidental a bordo del portaaviones USS Constellation.
Desde junio a septiembre de 1964, mientras se encontraba operando desde el Constellation ubicado en la Estación Yankee, el VA-146 participó en misiones de reconocimiento fotográfico sobre Laos. Los A-4C Skyhawk del escuadrón fueron usados para proporcionar apoyo de reabastecimiento en vuelo y de escolta armados con cohetes para las misiones  de reconocimiento fotográfico sobre Laos y Vietnam del Sur. Durante ese tiempo, los aviones del VA-146 también volaron misiones nocturnas en apoyo de las operaciones Desoto Patrol (que consistía en la recolección de inteligencia de señales realizada por destructores estadounidenses operando desde  aguas internacionales frente a las costas de Vietnam del Norte. En respuesta a los ataques de torpederos norvietnamitas contra el USS Maddox (DD-731) y el USS Turner Joy el 2 de agosto de 1964, el VA-146 participó en la Operación Pierce Arrow, estos fueron ataques aéreos de desquite contra blancos norvietnamitas los que resultaron en el hundimiento o el daño de 8 torpederos, y fue el primer uso del A-4 en combate.
El 29 de junio de 1966, un ataque con 28 aviones del VA-146 y otros aviones del Ala Embarcada Catorce operando desde el portaaviones Constellation atacaron el complejo de almacenamiento de petróleo de Haiphong, el primer ataque estadounidense contra ese complejo.
En diciembre de 1968 bajo la instrucción del VA-125, el VA-146 se cambió al A-7B Corsair II. El escuadrón recibió su primer A-7 el 4 de junio de 1968 y se desplegó a bordo del portaaviones USS Enterprise (CVAN-65) el 6 de enero de 1969. Poco después del despliegue en septiembre de 1969, el escuadrón actualizó su aviones a la versión A-7E del Corsair II.

### Década de 1970
En abril de 1970, el escuadrón se embarcó en el portaaviones USS America en la estación naval de Norfolk para un despliegue extendido de combate a Vietnam, regresando en diciembre de 1970. En diciembre de 1971, el VA-146 se convirtió en el primer escuadrón de la Armada en usar en combate una bomba guiada por láser (en inglés: Laser-Guided Bomb, LGB). En mayo de 1972 los A7-E del escuadrón llevaron a cabo misiones de minado naval nocturno en los ríos de Vietnam del Norte. El 5 de enero de 1973, el VA-146 se dirigió al oeste con el Ala Aérea Embarcada Nueve nuevamente a bordo del portaaviones Constellation. Este crucero sería el final de la participación de la Armada en la Guerra de Vietnam. Para ese despliegue, el Constellation y el Ala Aérea Embarcada Nueve recibieron la Mención Presidencial de Unidad.
En noviembre de 1974, mientras estaba a bordo del Constellation, el VA-146 operó en el Golfo Pérsico, la primera vez en 26 años que un portaaviones estadounidense entraba y operaba en esas aguas.

### Década de 1980

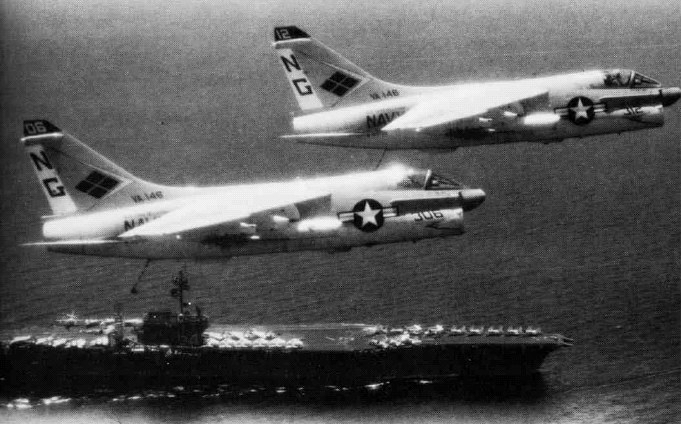
Corsair del VA-146 sobre el portaaviones Constellation.

A principios de 1980,el VA-146 fue declarado el escuadrón de A-7 más seguro en la historia tanto de la Armada como de la Fuerza Aérea sobrepasando todos los récords previos para operaciones de vuelo sin accidentes con 36.175 horas. En febrero de 1980, el VA-146 realizó el primer despliegue en el Pacífico con el nuevo sistema de infrarrojo de barrido frontal (en inglés: Forward Looking Infrared, FLIR) instalado en los Corsair. Durante el despliegue de 1980 a bordo del Constellation, el escuadrón pasó 110 días en alta mar, el período más largo en alta mar para cualquier portaaviones de la costa occidental desde la Segunda Guerra Mundial.
En el año 1983, a los Blue Diamonds les fue asignada la tarea de introducir el sistema HARM, y su asociación de catorce años de duración con el Ala Aérea Embarcada Nueve acabó cuando el VA-146 fue reasignado al Ala Aérea Embarcada Dos. En agosto de 1984 a su regreso de un despliegue al Pacífico Occidental a bordo del USS Kitty Hawk (CV-63), los Blue Diamonds nuevamente fueron reasignados al CVW-9. En septiembre de 1988, el VA-146 fue embarcado en el USS Nimitz (CVN-68) para un despliegue al Pacífico Occidental. Lo más destacado de este crucero fueron las operaciones en el Mar de Japón durante los Juegos Olímpicos de Seúl.
El 21 de julio de 1989, el VA-146 fue redesignado como Escuadrón de Caza y Ataque 146 (VFA-146) y recibieron su primer F/A-18 Hornet el 18 de noviembre de 1989.

### Década de 1990
Los Blue Diamonds pasaron la mayoría del año 1997 preparándose para el Crucero Mundial a bordo del Nimitz y extendieron su historia de 13 años de sobre 55.000 horas sin un incidente de seguridad Clase "A". Lo más destacado del ciclo de trabajo fue un máximo de operaciones con 96 horas de salidas, en las que el escuadrón voló 226 salidas. El 4 de septiembre de 1997, los Blue Diamonds salieron desde San Diego con el Grupo de Batalla Nimitz en apoyo de la Operación Southern Watch. Poco después de su regreso a Lemoore, los Blue Diamonds ganaron el premio "E" de Batalla del año 1997, también les fueron otorgados los premios Capitán Michael J. Estocin, contralmirante C. Wade McClusky y Scott F. Kirby.

### Década del 2000

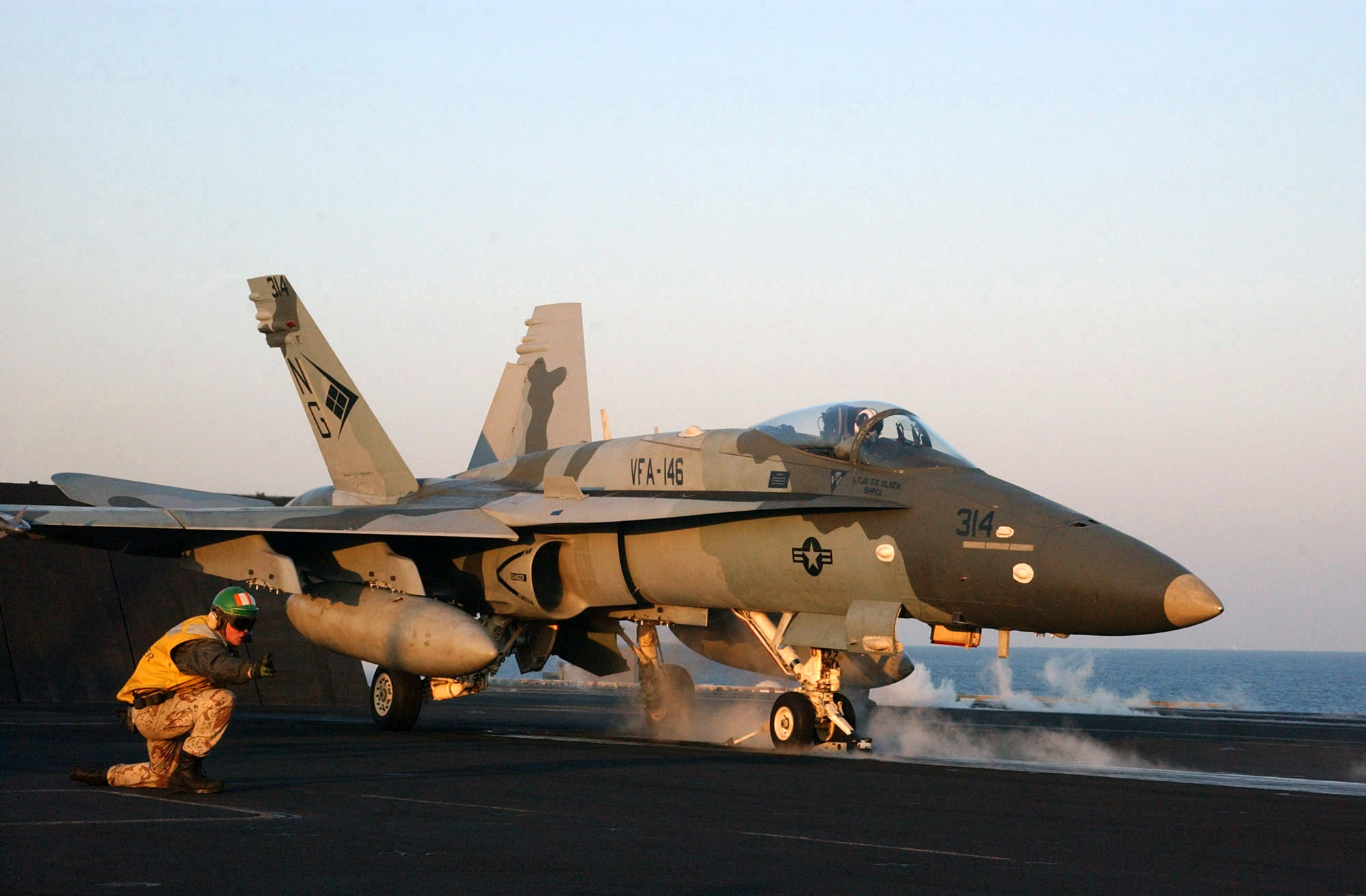
Un Hornet camuflado del escuadrón "Blue Diamond" siendo lanzado desde el portaaviones Vinson.

El 12 de noviembre de 2001, los "Blue Diamdons" son desplegados con el Ala Embarcada Nueve a bordo del portaaviones USS John C. Stennis (CVN-74), esta vez para llevar a cabo operaciones de combate nocturnas en apoyo de la Operación Enduring Freedom sobre Afganistán. Los "Blue Diamonds" habían sido desplegados dos meses antes en respuesta a los atentados del 11 de septiembre de 2001. Las visitas a puertos realizadas en el camino incluyeron Hong Kong y Singapur para luego llegar al norte del Mar Arábigo. El 12 de diciembre de 2011 los "Blue Diamonds" comenzaron sus primeros ataques nocturnos contra Afganistán. Las misiones duraban entre 4,5 y 6 horas con ayuda de los Grupos de Batalla Roosevelt y Kennedy. Los "Blue Diamonds" acumularon sobre 3.500 horas de vuelo y lanzaron sobre 46.266 kilos de armamento. Los hechos más destacados incluyeron extender su racha del Premio Top Hook a 24 después de su período de primera línea. Las armas utilizadas incluyeron bombas JDAM, bombas guiadas por láser y las Mk-82. Los "Blue Diamonds" regresaron a finales de mayo de 2002 después de escalas en Australia y un Crucero Tigre desde Hawái.
El 17 de enero de 2005 los "Blue Diamonds" comenzaron un crucero a bordo del portaaviones USS Carl Vinson (CVN-70). Este despliegue "alrededor del mundo" los llevó a través del Pacífico y del Océano Índico hasta el Golfo Pérsico. Durante tres meses los "Blue Diamonds", junto con el resto del Ala Aérea Embarcada Nueve, volaron misiones en durante la Guerra de Irak. Luego el Vinson se dirigió al sur para pasar por la Península de Sinaí y a través del Canal de Suez, el Mar Mediterráneo y luego el Atlántico. El 31 de julio de 2005 el Vinson llegó a su base en Norfolk, Virginia para un reabastecimiento nuclear programado.

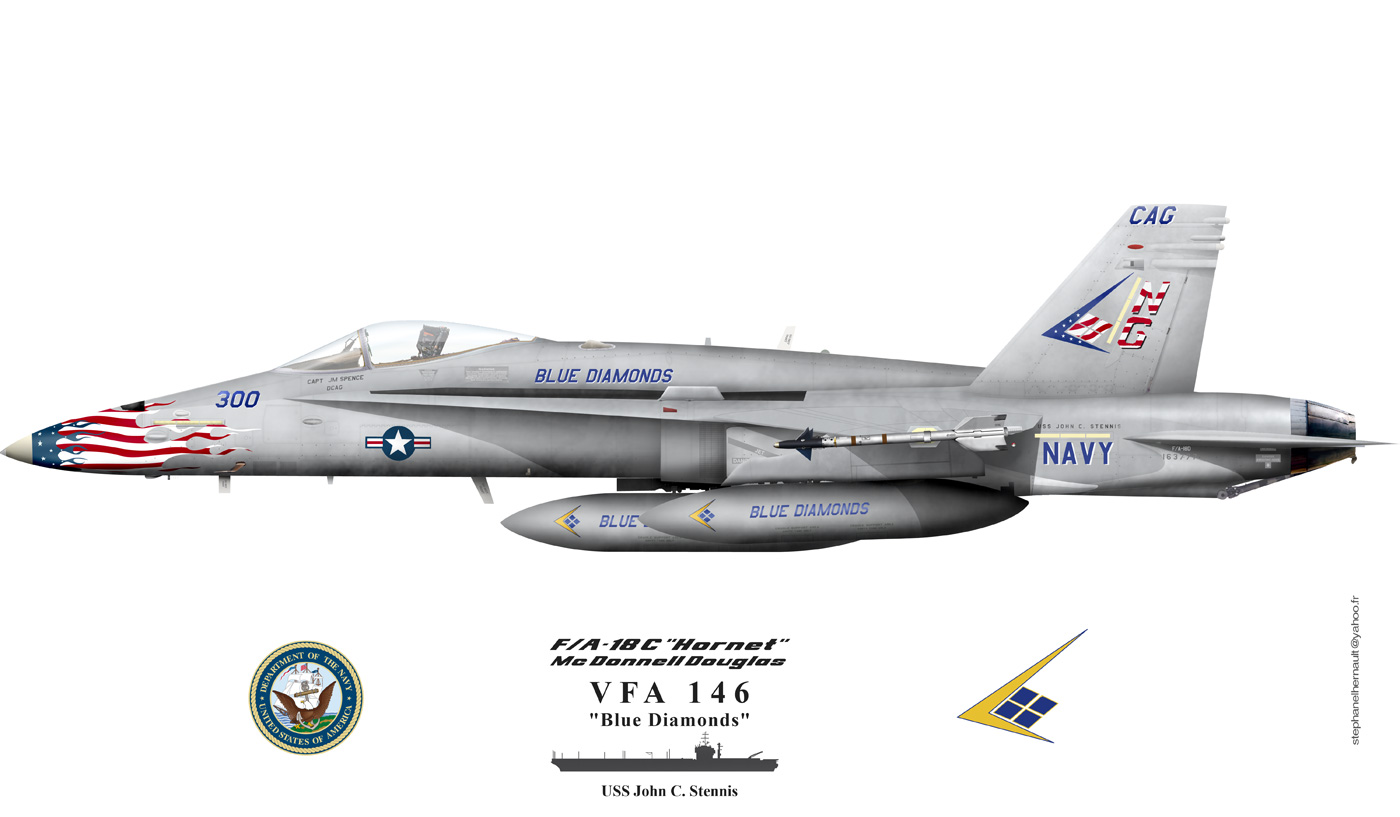
Esquema de colores usados en el F/A18C.